# Der Banker: Master of the Universe
Der Banker: Master of the Universe è un documentario del 2013 diretto da Marc Bauder.